# Lepidozona amabilis
Lepidozona amabilis är en blötdjursart som först beskrevs av Berry 1917.  Lepidozona amabilis ingår i släktet Lepidozona och familjen Ischnochitonidae. Inga underarter finns listade i Catalogue of Life.